# Çakşırlı
Çağşırlı ist ein Ortsteil (Mahalle) im Landkreis Karataş der türkischen Provinz Adana mit 239 Einwohnern (Stand: Ende 2024). Im Jahr 2011 hatte Çağşırlı 136 Einwohner.